# Abraham Cheroben
Abraham Naibei Cheroben (11 oktober 1992) is een Keniaanse langeafstandsloper, gespecialiseerd in de wegatletiek. Hij won verschillende grote wegwedstrijden, waaronder tweemaal de 25 km van Berlijn. Ook nam hij eenmaal deel aan de Olympische Spelen, namens Bahrein uitkomend, maar won bij die gelegenheid geen medailles. Hij behoort tot de snelste drie atleten op de halve marathon (peildatum oktober 2017).

## Loopbaan
Zijn eerste internationale race was in oktober 2012, waarin Cheroben zesde werd op de 10 km van 'Tout Rennes' in 28.10 minuten. Op de halve marathon van Reims was hij een week later vierde in 1:03.53.
Het jaar daarop won hij de 20 km van Maroilles. In de halve marathon van Lille (Rijsel) werd hij vijfde en in de halve marathon van Valencia vierde.
In 2014 won hij de Santa Pola Halve Marathon. Tijden de halve marathon van Berlijn liep hij voor het eerst onder het uur (59.14) en werd tweede. Vervolgens won hij de 25 km van Berlijn. In het najaar won hij de halve marathon van Valencia en werd zevende op de halve marathon van New Delhi.
In 2015 won Abraham Cheroben de Singelloop Utrecht met een tijd van 27.35 minuten. Dit is de op een na beste 10 km-tijd wereldwijd in 2015. Vervolgens werd hij derde in de halve marathon van Berlijn. Hij won de halve marathon van Ceske Budejovice (Tsjechië) en versloeg daarin de winnaar van de marathon van Rotterdam, Abera Kuma. In oktober won hij voor de tweede achtereenvolgende keer de 25 km van Berlijn.
Als favoriet startte hij voor zijn derde deelname aan de halve marathon van Valencia en won in een tijd van 59.10. Dit was op dat moment de beste tijd gelopen in 2015 op deze afstand wereldwijd.
In december 2015 won hij de Montferland Run (15 km ). Ook op deze afstand is hij de houder van 's werelds beste seizoensprestatie.
In 2016 behaalde hij de derde plaats op de City-Pier-City Loop. Later dat jaar maakte hij zijn olympisch debuut op de Olympische Spelen van Rio. Op de 10.000 m finishte hij als tiende met een tijd van 27.31,86.
In 2017 liep hij de snelste seizoenstijd op de halve marathon in Kopenhagen (58.40).
Op het Wereldkampioenschap halve marathon in 2018 won hij het zilver.

## Persoonlijke records
Baan
| Onderdeel | Prestatie     | Datum           | Plaats |
| --------- | ------------- | --------------- | ------ |
| 10.000 m  | 27.11,08 (NR) | 4 augustus 2017 | Londen |

Weg
| Onderdeel      | Prestatie  | Datum             | Plaats     |
| -------------- | ---------- | ----------------- | ---------- |
| 10 km          | 27.35      | 27 september 2015 | Utrecht    |
| 15 km          | 41.53      | 17 september 2017 | Kopenhagen |
| 20 km          | 55.50      | 19 oktober 2014   | Valencia   |
| halve marathon | 58.40 (AR) | 17 september 2017 | Kopenhagen |
| 25 km          | 1:11.47    | 4 mei 2014        | Berlijn    |

## Palmares

### 10.000 m
- 2016: 4e Gouden Spike - 27.34,99
- 2016: 10e OS - 27.31,86
- 2017:  Islamic Solidarity Games in Baku - 27.38,76
- 2017: 12e WK - 27.11,08 (NR)

### 10 km
- 2013:  Boucles de Gayant in Douai - 28.45
- 2013:  Courses Pedestres d'Arras - 29.06
- 2015:  Singelloop Utrecht - 27.35
- 2016:  Singelloop Utrecht - 28.32

### 15 km
- 2015:  Montferland Run - 42.54
- 2022: 5e Zevenheuvelenloop - 43.01

### 20 km
- 2013:  Maroilles - 58.47

### halve marathon
- 2012: 4e halve marathon van Reims - 1:03.53
- 2013: 5e halve marathon van Rabat - 1:01.12
- 2013: 5e halve marathon van Lille - 1:01.32
- 2013: 4e halve marathon van Valencia - 1:00.38
- 2014:  halve marathon van Alicante - 1:01.25
- 2014:  halve marathon van Berlijn - 59.14
- 2014:  halve marathon van Valencia - 58.48
- 2014: 7e halve marathon van New Delhi -
- 2015:  halve marathon van Berlijn - 59.49
- 2015:  halve marathon van Ceske Budejovice - 1:01.24
- 2015:  halve marathon van Valencia - 59.10
- 2016: 4e halve marathon van Ras al-Khaimah - 1:00.41
- 2016:  City-Pier-City loop - 1:00.35
- 2016: 11e halve marathon van Kopenhagen - 1:01.00
- 2016: 9e halve marathon van Valencia - 1:01.55
- 2016:  halve marathon van Shanghai - 1:02.37
- 2017:  halve marathon van Yangzhou - 1:00.58
- 2017:  halve marathon van Kopenhagen - 58.40
- 2018:  halve marathon van Yangzhou - 1:01.33
- 2018:  WK in Valencia - 1:00.22
- 2019:  halve marathon van Lille - 59.42
- 2022:  City-Pier-City Loop - 1:00.37

### 25 km
- 2014:  25 km van Berlijn - 1:11.47
- 2015:  25 km van Berlijn - 1:12.31